# Іван Шранц
Іван Шранц (словац. Ivan Schranz, нар. 13 вересня 1993, Братислава) — словацький футболіст, нападник чеського клубу «Славія» та національної збірної Словаччини.

## Клубна кар'єра
Народився 13 вересня 1993 року в місті Братислава, де і розпочав займатись футболом. У дорослому футболі дебютував 2010 року виступами за столичну команду «Петржалка», в якій провів два сезони, взявши участь у 31 матчі чемпіонату. Згодом з початку 2012 і по 2017 рік грав у складі «Спартака» (Трнава), з невеликою перервою у першій половині 2015 року, коли нападник на правах оренди грав за чеську «Спарту» (Прага), але зіграв за команду лише дві гри кубка Чехії.
Влітку 2017 року він перейшов чеську команду «Дукла» (Прага), підписавши дворічний контракт. Відіграв за празьку команду наступні півтора сезони своєї ігрової кар'єри, після чого пів року провів у АЕЛі, з якою виграв Кубок Кіпру 2018/19.
Протягом 2019—2021 років по сезону захищав кольори чеських клубів «Динамо» (Чеське Будейовіце) та «Яблонець», а влітку 2021 року став гравцем празької «Славії».

## Виступи за збірні
2009 року дебютував у складі юнацької збірної Словаччини (U-17), загалом на юнацькому рівні взяв участь у 15 іграх, відзначившись 2 забитими голами.
Протягом 2012—2014 років залучався до складу молодіжної збірної Словаччини. На молодіжному рівні зіграв у 10 офіційних матчах, забив 4 голи.
4 вересня 2020 року дебютував в офіційних матчах у складі національної збірної Словаччини в грі Ліги націй УЄФА 2020/21 проти Чехії (1:3) і відразу забив гол.
У травні 2021 року був включений до заявки збірної на чемпіонат Європи 2020 року.

## Титули і досягнення
- Володар Кубка Кіпру (1):

АЕЛ: 2018/19
- Володар Кубка Чехії (1):

«Славія»: 2022/23
- Чемпіон Чехії (1):

«Славія»: 2024/25